# بایفو پولیه
بایفو پولیه (به لاتین: Bajovo Polje) یک منطقهٔ مسکونی در مونته‌نگرو است که در شهرداری پلوژینه واقع شده‌است. بایفو پولیه ۴۶ نفر جمعیت دارد.